# Bendick-Murrell-Nationalpark
Der Bendick-Murrell-Nationalpark (englisch: Bendick Murrell National Park) ist ein Nationalpark in New South Wales, Australien. Er liegt nicht ganz 30 Kilometer nordöstlich von Young und etwas mehr als 30 Kilometer südwestlich von Cowra an den Ausläufern der Great Dividing Range. Die gleichnamige kleine Siedlung Bendick Murell liegt einige Kilometer südlich des Nationalparks. 
Der Nationalpark ist rund 17,84 km² groß. Er ging aus dem Bendick Murrell State Forest hervor, der am 1. Januar 2011 zu einem Nationalpark umgewidmet wurde.
Der Bendick-Murrell-Nationalpark hat Bedeutung, weil er grasbewachsene Wälder im Süden und Westen von New South Wales als Korridor verbindet.
Im Park wurden über 80 Vogelarten beobachtet, darunter Warzenhonigfresser (Anthochaera phrygia), der als besonders gefährdet gilt, des Weiteren Braunkopf-Rabenkakadu (Calyptorhynchus  lathami),  Granthonigfresser (Grantiella picta), Schönsittich (Neophema pulchella), Braunbaumrutscher (Climacteris picumnus bzw. victoriae), Diamantamadine  (Stagonopleura guttata),  Scharlachschnäpper (Petroica boodang),  Flammenbrustschnäpper (Petroica phoenicea) und Grundhuscher (Chthonicola sagittata).